# Mörk strandblomfluga
Mörk strandblomfluga (Parhelophilus consimilis) är en tvåvingeart som först beskrevs av Malm 1860.  Mörk strandblomfluga ingår i släktet strandblomflugor, och familjen blomflugor.
Artens utbredningsområde är Sverige. Arten är reproducerande i Sverige. Inga underarter finns listade i Catalogue of Life.